# 티엔스 그룹
티엔스 그룹(Tiens Group, /ˈtiːɛns/, 중국어: 天狮, 병음: Tiānshī, 문자 그대로 '하늘의 사자')은 중국 톈진시에 본사를 둔 중국의 다국적 복합기업이자 다단계 마케팅 회사이다. 전 세계 111개국에 126개 지점을 두고 있다. 회사 대표는 중국 사업가이자 투자자, 자선가인 리진위안이다.
주요 제품은 건강보조식품과 마사지기이다. 상품 판매는 네트워크 마케팅 시스템, 사무실 창고 시스템의 유통 네트워크 및 온라인 상점을 통해 이루어진다. 이 회사는 중국의 우수 제조 관행 요건에 따라 인증을 받았으며 다른 국가에서는 일련의 인증서와 허가를 보유하고 있다.